# Ilaria Bianco
Pour les articles homonymes, voir Bianco (homonymie).
Ilaria Blanco, née le 29 mai 1980 à Pise, est une escrimeuse Italienne, pratiquant le sabre.

## Palmarès

### Championnats du monde
- Médaille de bronze aux Championnats du monde 1998 à La Chaux-de-Fonds
- Médaille d'argent aux Championnats du monde 1999 à Séoul
- Médaille d'argent aux Championnats du monde 2000 à Budapest
- Médaille d'argent aux Championnats du monde 2001 à Nîmes
- Médaille de bronze aux Championnats du monde 2005 à Leipzig
- Médaille d'or par équipes aux Championnats du monde 1999 à Séoul
- Médaille d'argent par équipes aux Championnats du monde 2000 à Budapest
- Médaille d'or par équipes aux Championnats du monde 2003 à La Havane
- Médaille d'or en équipe mixte aux Championnats du monde 2002 à Lisbonne

### Championnats d'Europe d'escrime
- Médaille de bronze aux Championnats d'Europe 2010 à Leipzig
- Médaille de bronze aux Championnats d'Europe 2000 à Funchal
- Médaille de bronze aux Championnats d'Europe 2001 à Coblence
- Médaille d'or aux Championnats d'Europe 2003 à Bourges
- Médaille de bronze aux Championnats d'Europe 2004 à Copenhague
- Médaille de bronze aux Championnats d'Europe 2005 à Zalaegerszeg
- Médaille de bronze aux Championnats d'Europe 2006 à Izmir
- Médaille d'argent par équipes aux Championnats d'Europe 2001 à Coblence
- Médaille de bronze par équipes aux Championnats d'Europe 2004 à Copenhague